# 赤星伸城
赤星 伸城（あかほし しんじょう、2000年1月19日 - ）は、日本の男子バレーボール選手である。

## 来歴
熊本県熊本市出身。姉の影響で小学3年生の頃からバレーボールを始める。
鎮西高等学校、愛知学院大学を経て、2021-22シーズン、V.LEAGUE DIVISION1 MEN（V1男子）に所属する堺ブレイザーズ（現・日本製鉄堺ブレイザーズ）の内定選手となった。
2022年、大学卒業後に、堺ブレイザーズに入団した。入団1シーズン目となる2022-23シーズン、V1の試合に出場しVリーグデビューを果たした。
2024年、契約満了により堺を退団。北海道イエロースターズに移籍した。
2025年5月、2024-25シーズン限りでの退団が発表された。8日に自由交渉選手として公示。6月にVC長野トライデンツへの入団が発表された。

## 所属チーム
- 鎮西高等学校（2015-2018年）
- 愛知学院大学（2018-2022年）
- 堺ブレイザーズ/日本製鉄堺ブレイザーズ（2022-2024年）
- 北海道イエロースターズ（2024-2025年）
- VC長野トライデンツ（2025年-）